# Röthenbach im Emmental
Röthenbach im Emmental – gmina (niem. Einwohnergemeinde) w Szwajcarii, w kantonie Berno, w regionie administracyjnym Emmental-Oberaargau, w okręgu Emmental. 31 grudnia 2020 liczyła 1 169 mieszkańców.